# Engelbert Szolc
Engelbert Szolc (ur. 26 kwietnia 1943 w Rudzie) – polski piłkarz ręczny, olimpijczyk z Monachium 1972.
W sezonach 1969/1970 i 1970/1971 król strzelców rozgrywek I ligi (był zawodnikiem Pogoni Zabrze). W reprezentacji Polski wystąpił 78 razy. Uczestnik mistrzostw świata w 1970 roku oraz mistrzostw w roku 1974.
Na igrzyskach w roku 1972 był członkiem drużyny, która zajęła 10. miejsce.
W roku 1974 wyjechał do Austrii do klubu Union Krems z którym dwukrotnie zdobył tytuł mistrza Austrii.
Po powrocie z Austrii w roku 1976 był grającym trenerem w klubie SPR Grunwald Ruda Śląska. Od roku 1977 do 1981 grał w klubie Polonia Łaziska Górne.